# Lía Lafaye
Lía Lafaye Torres (Antofagasta, 7 de junio de 1898-Santiago, 11 de junio de 1985) fue una profesora y política chilena. Ejerció como diputada de la República entre 1953 y 1957, siendo la segunda mujer diputada y la tercera en ocupar un escaño parlamentario, tras Inés Enríquez Frödden y María de la Cruz.

## Biografía
Nació en Antofagasta, hija de Luis Lafaye Paul y de Leonor Torres Suárez. 
Estudió derecho y posteriormente pedagogía, por lo que se tituló de profesora de francés. Se desempeñó como profesora de ese idioma en liceos y colegios particulares de Valdivia. Además fue secretaria de la Municipalidad de la misma ciudad.
Se casó en primeras nupcias, en Santiago, con Sandalio Prieto Méndez. Posteriormente contrajo matrimonio por segunda vez, el 12 de marzo de 1952 en Valdivia, con Óscar Muñoz Quijada, enlace que no tuvo descendencia.
Fue socia fundadora de la Agrupación Femenina de Solidaridad Social en Valdivia, institución que creó una Escuela Nocturna para alfabetizar a mujeres adultas y una Escuela Politécnica Femenina.

## Carrera política
Lafaye militó inicialmente en el Partido Femenino de Chile. Fue presidenta provincial del partido en Valdivia antes de salirse del partido junto con las que formaron el Partido Progresista Femenino. En términos ideológicos se identificó con los movimientos de izquierda.
Ese mismo año participó de las elecciones parlamentarias, donde fue elegida diputada por la 22ª Agrupación Departamental de Valdivia, La Unión y Río Bueno, para el periodo de 1953 a 1957. Integró las comisiones de Asistencia médico-social e higiene (1953-1955); especial investigadora sobre actividades que se desarrollaron en el país por elementos provenientes de dictaduras americanas (1954-1955); especial investigadora de irregularidades en la Empresa Marítima del Estado (1956).
Junto con otros parlamentarios presentó diversos proyectos de leyes o mociones que fueron aprobados; entre ellos, la contratación de un empréstito para las municipalidades de La Unión (Ley N.°11.600 del 30 de septiembre de 1954) y de Río Bueno (Ley N.° 11.832 del 26 de mayo de 1955), y el proyecto para la creación de un puerto libre en la ciudad de Punta Arenas (Ley N.° 12.008 del 23 de febrero de 1956).
En 1953 fue invitada a la Primera Conferencia Latinoamericana de Mujeres, celebrada en Río de Janeiro, y a una reunión de la Federación Democrática Internacional de Mujeres (FDIM), celebrada en Ginebra, Suiza. En 1955 asistió a la Asamblea Mundial de la Paz, realizada en Helsinki, Finlandia, y concurrió al Congreso Mundial de Madres con sede en Lausana, y desde allí fue invitada a visitar la Unión Soviética y la República Popular China.
Tras dejar la Cámara de Diputados en 1957, organizó el primer Congreso Latinoamericano de Mujeres, celebrado en Santiago en 1959, y fue presidenta de la Unión de Mujeres de Chile en 1960. En abril de ese mismo año, fue invitada a Cuba por el Gobierno de Fidel Castro junto a otras destacadas mujeres latinoamericanas, y fue representante de Latinoamérica en la reunión del buró de la FDIM —realizada en la República Democrática Alemana— para tratar problemas de desarme universal y mantenimiento de la paz del mundo.